# Pandox
Pandox AB är ett europeiskt hotellfastighetsbolag. Bolagets äger och hyr ut hotellfastigheter samt driver även hotell i egen regi. Värdet på bolagets fastighetsportfölj uppgick till cirka 69 miljarder kronor vid utgången av 2023. I portföljen ingick 159 hotellfastigheter med totalt cirka 35 900 hotellrum, belägna i 12 länder. Företagets fem största marknader beräknat i fastighetsvärde är i fallande ordning Tyskland, Sverige, Storbritannien, Belgien och Finland.
Pandox är sedan juni 2015 noterat på  Nasdaq Stockholm, Large Cap. Bolagets största ägare sett till antalet röster är de norska företagen Eiendomsspar AS, Helene Sundt AS och Christian Sundt AS.
Bolaget har två verksamhetsområden – hotellfastigheter och hotelldrift.
VD sedan starten 1995 var Anders Nissen, som avled den 30 maj 2021. Liia Nõu är bolagets VD sedan augusti 2021.

## Affärssegment

### Hyresavtal
Hyresavtal är Pandoxs största affärssegment sett till omsättning. Intäkterna 2023 var 3,690 miljarder SEK. Affärssegmentet består av att Pandox förvärvar och förvaltar hotellfastigheter, för att därefter hyra ut dem under långa avtal till hotelloperatörer.

### Egen drift
Intäkterna 2023 för egen drift var 3,159 miljarder SEK. Affärssegmentet består av att Pandox både äger hotellfastigheten och sköter driften av hotellet. Pandox kan driva ett hotell genom att använda ett eget varumärke eller genom att skriva ett franchiseavtal med en extern hotelloperatör som får skötta driften av hotellet.

## Marknader
Pandox är aktivt i 12 länder: Belgien, Danmark, Finland, Irland, Kanada, Nederländerna, Norge, Schweiz, Storbritannien, Sverige, Tyskland och Österrike. Per 31 december 2023 var fördelningen mellan Pandoxs fastighetsförvaltning och operatörsverksamhet enligt tabellerna nedan.

### Hyresavtal
| Land                        | Antal hotell | Antal hotellrum |
| --------------------------- | ------------ | --------------- |
| Sverige                     | 42           | 9 107           |
| Tyskland                    | 33           | 6 871           |
| Storbritannien              | 20           | 4 821           |
| Finland                     | 12           | 2 742           |
| Norge                       | 14           | 2 573           |
| Danmark                     | 8            | 1 843           |
| Belgien                     | 3            | 765             |
| Österrike                   | 2            | 639             |
| Irland                      | 3            | 445             |
| Schweiz                     | 1            | 206             |
| Nederländerna               | 1            | 189             |
| Summa Fastighetsförvaltning | 139          | 30 201          |

### Egen drift
| Land                      | Antal hotell | Antal hotellrum |
| ------------------------- | ------------ | --------------- |
| Belgien                   | 7            | 1 968           |
| Tyskland                  | 5            | 1 490           |
| Storbritannien            | 5            | 1 221           |
| Kanada                    | 1            | 595             |
| Nederländerna             | 1            | 216             |
| Finland                   | 1            | 160             |
| Summa Operatörsverksamhet | 20           | 5 773           |

## Samarbeten
Pandox samarbetar med ett 30-tal hotelloperatörer, per 31 december 2023.
| Hotelloperatör       | Antal hotell | Antal hotellrum |
| -------------------- | ------------ | --------------- |
| Scandic              | 48           | 10 677          |
| Leonardo             | 38           | 7 742           |
| Hilton               | 10           | 3 042           |
| Radisson Blu         | 8            | 2 033           |
| Strawberry           | 11           | 1 949           |
| NH Hotels            | 7            | 1 681           |
| Dorint               | 5            | 1 085           |
| Mercure              | 3            | 610             |
| Elite Hotels         | 2            | 493             |
| Holiday Inn          | 2            | 469             |
| Novotel              | 2            | 421             |
| Indigo               | 1            | 284             |
| Crowne Plaza         | 1            | 262             |
| Pullman              | 1            | 252             |
| Citybox              | 1            | 246             |
| Meininger            | 1            | 228             |
| Scandic Go           | 1            | 221             |
| Motel One            | 1            | 200             |
| Frich’s              | 1            | 176             |
| Vienna House Easy    | 1            | 150             |
| Adagio               | 1            | 146             |
| Best Western         | 1            | 103             |
| Oberoende varumärken | 12           | 3 166           |

## Historia

### 1990-tal
1995 bildades Pandox av Securum och Skanska. Pandox har sitt ursprung i den svenska finans- och fastighetskrisen i början av 1990-talet. Uppdraget från statliga Securum var att ta över och strukturera hotellbestånd som hamnat i svårigheter i finanskrisen och förbereda dessa tillgångar för försäljning. Pandox bildades för att omstrukturera 18 fastigheter och tre mindre hotellverksamheter under finans- och fastighetskrisen.Pandox introducerades på Stockholmsbörsen 1997 och värderades då till 1,3 miljarder kronor.

### 2000-tal
År 2000 förvärvades Scandics fastighetsägande företag och företaget Hotellus med 16 hotellfastigheter i norra Europa. I och med förvärvet av Hotellus övertog Pandox åtta hotellfastigheter i Sverige, tre i Tyskland, tre i Belgien, en i Danmark samt en i England. Efter förvärvet ägde Pandox totalt 47 hotellfastigheter och 8 500 hotellrum.
År 2003 la de norska investerarna, fastighetsbolaget Eiendomsspar AS och finansbolaget Sundt AS, ett bud på Pandox värt 2,6 miljarder SEK. Pandox köptes ut från börsen 2004 och fick nya ägare genom Eiendomsspar AS och Sundt AS. Under Eiendomsspars och Sundt AS ägarskap, mellan 2004 och 2014, utvecklades marknadsvärdet på Pandox fastighetsportfölj från cirka 6 miljarder svenska kronor till ungefär 27 miljarder SEK.

### 2010-tal
År 2010 offentliggjorde Pandox förvärvet av Norgani Hotels, med en portfölj på 73 hotellfastigheter i Sverige, Finland, Norge och Danmark, med ett transaktionsvärde om nära 10 miljarder SEK. Pandox noterades åter på Stockholmsbörsen i juni 2015. Noteringen innebar att de befintliga ägarna sålde 60 000 000 B-aktier, motsvarande 40 procent av bolaget. 60 procent av aktieinnehavet stannade hos de befintliga ägarna Eiendomsspar och Sundt. Mellan år 2015 och 2019, investerade Pandox cirka 24 miljarder SEK i förvärv och investeringar i hotellfastigheter främst utanför Norden. År 2015 förvärvade Pandox en portfölj om 18 hotellfastigheter med 3 415 rum i Tyskland och under 2017 förvärvade Pandox totalt 37 hotellverksamheter i Irland och Storbritannien.

### 2020-tal
År 2020 drabbades Pandox negativt av coronapandemin. Intäkterna sjönk med 50 procent medan driftnettot minskade med cirka 45 procent, jämfört med 2019. 2021 avled Pandoxs grundare och tidigare VD, Anders Nissen.

## Ägarstruktur
Den 29 februari 2024 var enligt data sammanställda av Modular Finance AB de femton största aktieägarna i Pandox följande: 
| Ägare                                  | Antal A-aktier | Antal B-aktier | Andel av aktiekapital (%) | Andel av röster (%) |
| -------------------------------------- | -------------- | -------------- | ------------------------- | ------------------- |
| Eiendomsspar AS                        | 37 314 375     | 10 144 375     | 25,8                      | 36,6                |
| AMF Pension & Fonder                   | -              | 27 051 259     | 14,7                      | 8,1                 |
| Helene Sundt AB                        | 18 657 188     | 4 912 187      | 12,8                      | 18,2                |
| Christian Sundt AB                     | 18 657 187     | 4 312 188      | 12,5                      | 18,1                |
| Alecta Tjänstepension                  | -              | 7 287 577      | 4,0                       | 2,2                 |
| Länsförsäkringar Fonder                | -              | 5 219 233      | 2,8                       | 1,6                 |
| Vanguard                               | -              | 3 690 666      | 2,0                       | 1,1                 |
| Fjärde AP-fonden                       | -              | 3 298 943      | 1,8                       | 1,0                 |
| Blackrock                              | -              | 3 025 748      | 1,6                       | 0,9                 |
| Norges Bank                            | -              | 2 213 738      | 1,2                       | 0,7                 |
| APG Asset Management                   | -              | 2 068 288      | 1,1                       | 0,6                 |
| Nordea Funds                           | -              | 1 524 558      | 0,8                       | 0,5                 |
| Handelsbanken Fonder                   | -              | 1 515 447      | 0,8                       | 0,4                 |
| Tredje AP-fonden                       | -              | 1 096 843      | 0,6                       | 0,3                 |
| American Century Investment Management | -              | 992 329        | 0,5                       | 0,3                 |

Andelen utländskt ägande i procent av kapitalet var vid samma tid cirka 69 procent.